# Ejército Paleólogo
El ejército Paleólogo fue la fuerza militar del Imperio bizantino desde finales del siglo XIII hasta su colapso a mediados del siglo XV, bajo la Casa de los Paleólogos. Este ejército era la continuación directa del ejército del Imperio de Nicea, el cual a su vez era un fragmento del formidable ejército Comneno. Bajo el primer emperador Paleólogo, Miguel VIII, el ejército había pasado a tener un rol ofensivo, mientras que las fuerzas navales fueron reforzadas con la incorporación de cientos de marinos para dotar a las tripulaciones de unas 80 naves de guerra. Debido a la falta de fuerzas para apoyar al ejército, el imperio requirió emplear a un gran número de mercenarios.
Después que Andrónico II ascendiera al trono, el ejército empezó a decaer y los bizantinos sufrieron regulares derrotas a manos de sus oponentes orientales, a pesar de que seguían teniendo éxitos contra los territorios cruzados en Grecia. Aproximadamente para 1350 la insuficiente organización fiscal y el incompetente gobierno central del imperio hicieron aumentar las tropas y los suministros a mantener una tarea casi imposible, y el imperio llegó a confiar en las tropas proporcionadas por los serbios, búlgaros, venecianos, latinos, genoveses y turcos para combatir en las guerras civiles que duraron la mayor parte del siglo XIV, estos últimos como enemigos tuvieron éxito en establecer una base de operaciones en Tracia. En el momento que la guerra civil había terminado, los turcos habían separado a Constantinopla, la capital del Imperio bizantino de la tierra circundante y en 1453 la última batalla decisiva fue librada por el ejército Paleólogo cuando la capital fue asaltada el 29 de mayo.

## Historia
El ejército Paleólogo siguió utilizando el mismo punto de vista militar en lo que respecta al número de soldados y oficiales al igual que el ejército Comneno. Sin embargo, hubo menos territorios para el aumento de tropas. En Anatolia, el apoyo local para los conquistadores otomanos crecía día tras día, mientras que en Grecia, el saqueo por los cruzados, Serbia, Bulgaria y anteriormente por el Imperio angevino arruinaban la región —la mayor fuente de recursos humanos para Bizancio—. Después de 1261, el ejército central consistió en seis mil hombres, mientras que el número total de las tropas en tierra nunca excedieron los diez mil hombres.
Ante esto, Miguel VIII Paleólogo buscó ansiosamente una alianza con los mongoles, los cuales a su vez eran favorables al cristianismo, pues muchos de ellos eran cristianos nestorianos. Firmó un tratado en 1263 con el kan mongol de la Horda de Oro y casó a dos de sus hijas (estas esposas fueron hijas de su concubina Diplobatatzaina) con los reyes mongoles: Eufrósine Paleóloga, que se casó con Nogai Khan de la Horda de Oro, y la segunda fue María Paleóloga, que se casó con Abaqa Kan del Ilkanato de Persia. A cambio de la alianza, Nogai Khan dio a Miguel VIII Paleólogo muchos mercenarios. El número total de tropas bajo Miguel VIII ascendió, pues, a cerca de veinte mil hombres, la fuerza móvil bizantina a quince mil, mientras que la guarnición de la ciudad ascendía a cinco mil hombres.

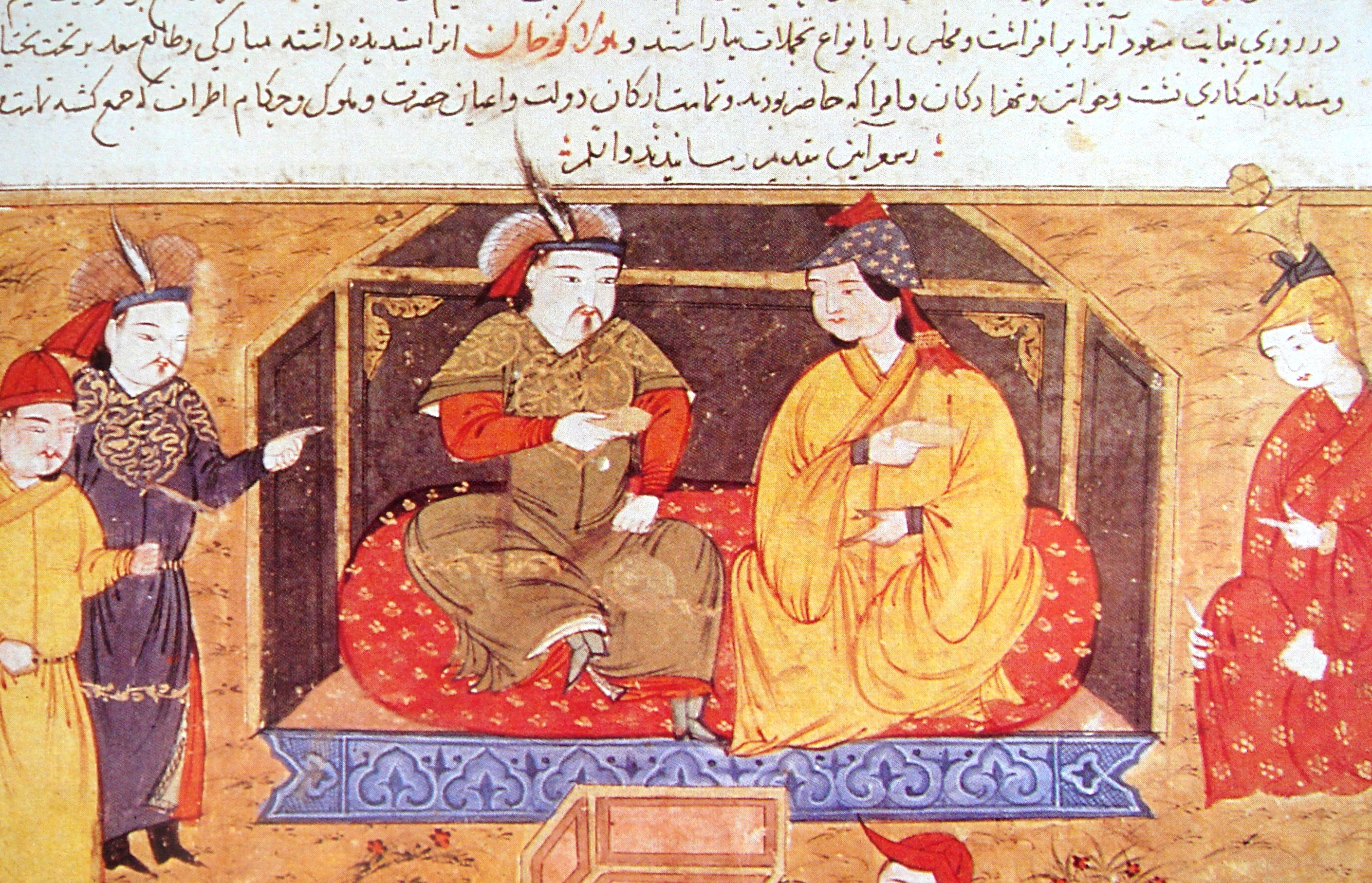
Hulagu, fundador del Ilkanato, aliado de Bizancio en los inicios del.

Su alianza con los mongoles también sería beneficioso para su hijo Andrónico II, pues en 1308, con la ayuda de éstos, decidió recuperar muchos pueblos bizantinos en Bitinia, la cual había sido sometida por los turcos. Sin embargo, los turcos finalmente derrotaron al Ilkanato. Después de su derrota, los bizantinos no pudieron contar más con cualquier tipo de ayuda del Ilkanato, que comenzó a adoptar el islam y veían en peligro su dominio en todo Irán.
Numéricamente débil y no pudiendo proteger eficazmente sus fronteras, el ejército bizantino era para el siglo XIV solo una sombra de lo que fue. El cronista Nicéforo Grégoras observó que se había convertido en el «hazmerreír del mundo», integrado en 1329 solamente de comerciantes y artesanos cuyo único objetivo era huir lo más rápido posible.
En el siglo XIV un monje anónimo de Magnesia escribió sobre los ejércitos bizantinos: 

Estos ya no eran los ejércitos organizados y bien disciplinados de antaño, sino una chusma dirigidos por hombres arrogantes que oprimían al pueblo, se habían olvidado de su función como protectores. Estos líderes al mando no inspiraban ningún respeto. Ellos eran débiles y afeminados en su comportamiento, cobardes, estúpidos, licenciosos, insolentes, disolutos, depredadores, traidores, hombres imprudentes que saqueaban los bienes de otros y dejaban los campos, jardines, viñedos y bosques desolados; hombres que sólo saben cómo destruir a aquellos que son más débiles que ellos.

Lo que aún había del ejército estaba compuesto en gran parte de la nobleza pronoaria (dynatoi) y sus paroikoi o campesinos dependientes, además de un puñado de tropas regulares y un número cada vez mayor de mercenarios. Además el servicio militar al parecer aún se debía a muchos pueblos y arcontes no pronoarios, aunque más y más estas dos categorías quedaron exentos de estas obligaciones con el paso del tiempo.
La nobleza pronoaria proporcionaba la clase oficial, pero debe tenerse en cuenta que los cronistas tienden a utilizar las palabras pronoia y economia a veces de manera indiscriminada tanto para las concesiones de grandes propiedades en manos de la nobleza y los oficiales de la corte, y para la simple existencia militar de la antigua clase thematica que apoyaba solamente con un soldado. Este último tipo, generalmente llamado economia, fue realizado directamente en placer del gobierno, y había sido el principal medio de mantener el elemento nativo del ejército desde mediados del siglo XIII. A principios del siglo XIV, bajo Andrónico II, estas subvenciones seguían mucho en uso, pero fueron disminuyendo en importancia, ya que más y más fueron abandonados por la creciente presión turca. En un esfuerzo por frenar la caída de estas pequeñas explotaciones fueron hechos hereditarios a mediados del siglo XIV, pero el sistema pronoia continuo colapsando, ya que las pérdidas territoriales aumentaban. Después de la decisiva derrota de los serbios en el río Maritza en 1365, un último intento fue hecho por Juan V Paleólogo en 1367 para fortalecer la reserva de soldados nativos con la confiscación de la mitad de todas las tierras monásticas entre Constantinopla y Selimbria para su conversión a pronoia; sin embargo, el emperador no fue tan fuerte como la Iglesia, y el plan tuvo que ser abandonado. Después de la derrota de Vukašin Mrnjavčević en Chernomen en 1371, el hijo de Juan Manuel II Paleólogo logró un medio para apropiarse de los bienes monásticos en su propio Despotado de Tesalónica para este mismo propósito.
Los restos del ejército regular se encontraban en un estado igual de lamentable decadencia. Alrededor de 1320 Andrónico II tenía previsto utilizar parte de los ingresos de un severo nuevo impuesto para pagar a tres mil hombres de caballería, de los cuales mil estarían en Bitinia y dos mil en Macedonia y Tracia, pero su intenciones finalmente fueron insatisfechas (en gran parte debido a una guerra civil que estalló entre él y su nieto Andrónico III). El gobierno de Andrónico II ni siquiera podía permitirse el mantenimiento de los soldados que ya estaban empleados, y se dice que estaban alojados en las ciudades fronterizas, obligando a los jefes locales a proporcionarles comida, vino y forraje para sus caballos a precios fijados por una comisión, por la que recibieron recompensa en intervalos cada vez más irregulares cuando a los soldados finalmente se les pagaba. Juan VI Cantacuceno, anteriormente gran doméstico, intentó algunas reformas a la muerte de Andrónico III en 1341. Él fortaleció las guarniciones fronterizas e insistió en que el tesoro les pagara puntualmente, y además logró durante un tiempo hacer cumplir el servicio obligatorio a todos los nobles pronoarios, muchos de los cuales habían estado durante algún tiempo recibiendo exenciones injustificadas. La mayoría de sus reformas, sin embargo, quedaron sin redundancia por la guerra civil de 1341-1347.
La serie de guerras civiles que asolaron el imperio en la década de 1370 y 1380 dejó el campo libre para la expansión otomana en los Balcanes, donde los turcos fueron capaces de reducir gradualmente todas las líneas de comunicación por vía terrestre entre Constantinopla y la Europa Occidental. Bajo una considerable presión —y con la disminución de sus fuerzas armadas hasta el punto donde la mayoría de los ejércitos y armadas involucradas en sus disputas domésticas estaban proporcionadas por turcos, venecianos y genoveses— era solo cuestión de tiempo hasta que el imperio tuvo que hacer su sumisión formal ante los otomanos. Laónico Calcocondilas hace referencia a un tratado que se hizo entre Juan V Paleólogo y los turcos a comienzos de 1362. Probablemente un tratado formal fue elaborado con Murad I en 1372-1373, en la que Bizancio se convirtió en un estado tributario del Imperio otomano; Juan V y su ejército acompañaron a una expedición otomana en Anatolia en la primavera de 1373. En 1379 Juan accedió a pagar un gran tributo y proporcionar un contingente de tropas bizantinas al sultán cada primavera. 
En 1390 Manuel incluso tuvo que llevar un contingente bizantino en el asedio otomano de Filadelfia, la última ciudad bizantina libre en Anatolia. Repetidos llamamientos bizantinos a Europa para recibir ayuda financiera y militar, incluso cuando se hacía en persona en todas las cortes de Europa como lo hizo Manuel II en 1399-1403, tendían a caer en oídos sordos por la discordia religiosa (Europa era católica, mientras que el imperio era ortodoxa), y aun cuando este problema en particular fue nominalmente superado por la impopular unión de 1439, poca ayuda fue enviada de occidente. Pedro Tafur en 1437 señaló que para la defensa de la ciudad no tenía más que unos pocos hombres y, que en el momento del sitio otomano de Mehmed II en 1453 su ejército regular probablemente estaría compuesto por no más de mil o mil quinientos hombres.
Para la defensa final de la ciudad se reunió una guarnición de unos siete mil a nueve mil hombres, de los cuales 4773 eran bizantinos según Jorge Esfrantzes, quien hizo un censo de la población por orden del emperador a principios del asedio. El resto eran principalmente genoveses y venecianos, pero incluían también otros extranjeros. El cónsul anconitano Benvenuto escribió que los defensores numeraban siete mil en total. Jacopo Tedaldi calcula la guarnición de seis mil a siete mil combatientes y no más, y Ducas calcula no más de ocho mil. Leonardo de Quíos coloca el número de defensores bizantinos en seis mil, y unos tres mil italianos genoveses, venecianos y los que habían venido a ayudar en secreto desde Gálata. Los genoveses de Gálata fueron técnicamente neutrales durante el asedio, pero una carta enviada a Génova por Lomellino, su Podestà, confirma que él envió a la defensa de la ciudad todos los mercenarios de Quíos (probablemente catalanes y todos los que habían sido enviados desde Génova, y un gran número de ciudadanos y burgueses de allí. Ducas también menciona la presencia de varios hombres armados del barrio de Gálata.
El principal elemento genovés entre los defensores en 1453 fue el de Giovanni Giustiniani Longo, que, aunque solo le fue concedido el rango de protostrator por el emperador, fue eficaz en el mando de la defensa de la ciudad. Él llegó con una fuerza de dos grandes barcos que traían setecientos hombres (según Nicolò Barbaro) equipados y reunidos por su cuenta, algunos de ellos de Quíos y Rodas. Todos los relatos de la época dan otras cifras más bajas: la Crónica de Nóvgorod habla de seiscientos hombres, mientras que Leonardo de Quíos habla de cuatrocientos, Calcocondilas menciona trescientos, Benvenuto cuatrocientos, y Pseudo-Esfrantzes trescientos (aunque después registró que Giustiniani comandaba cuatrocientos soldados italianos y romanos).
La contribución veneciana para la defensa la ciudad se componía de tres galeras mercantes y dos galeras ligeras. Barbaro registró que estos barcos desembarcaron con mil hombres para ayudar en la defensa de los muros. El comandante general de los venecianos era el bailío en Constantinopla, Girolamo Minotto. Otro importante contingente italiano fue encabezada por el cardenal Isidoro de Kiev, que incluía al cronista Leonardo de Quíos, obispo de Mitilene. El contingente estaba compuesto por doscientos hombres, incluyendo artilleros y ballesteros, de los cuales según Ducas cincuenta eran napolitanos y el resto fueron contratados a sueldo de entre los latinos de Quíos, el dinero había sido proporcionado por el Papa. Otro elemento extranjero entre los defensores incluía a los catalanes residentes en la ciudad bajo su cónsul Pere Julià. Había incluso un contingente turco bajo el exiliado príncipe otomano Orhan, nieto del sultán Süleyman Çelebi (1402-1410).
Se sabe poco de los soldados nativos bizantinos que tomaron parte en la defensa de Constantinopla en 1453, aparte de los nombres de sus líderes —hombres como el megaduque Lucas Notaras, el gran doméstico Andrónico Cantacuceno, Nicéforo y Teófilo Paleólogo, Demetrio y Juan Cantacuceno y Juan Dalamata—. Pseudo-Frantzes dice que Nicéforo y Demetrio comandaban una reserva móvil de setecientos hombres para ayudar dondequiera que se necesitaran refuerzos, mientras Ducas cuenta cómo el megaduque patrullaba la ciudad con un grupo de quinientos (o aproximadamente quinientos) hombres, entre los cuales parece que se incluían 100 soldados de caballería, según el relato de Barbaro. También es posible que contara con artillería móvil, como podemos suponer por la narración de Pseudo-Frantzes sobre una disputa que surgió entre Notaras y Giustiniani cuando este último pidió el traslado de algunas unidades de artillería desde el distrito vigilado por el Gran Duque a su propia área. Según Konstantin Mihailović el emperador dirigió él mismo una reserva de mil soldados de infantería tras la irrupción de los turcos en la ciudad, mientras que Barbaro dice que estaba acompañado por una gran parte de sus barones y caballeros.

## Estructura
Las tropas bizantinas siguieron consistiendo de caballería, infantería y arqueros. Desde la separación de Trebisonda, los cumanos y los turcos fueron utilizados para las unidades de caballería y de hostigadores. En la era Paleólogo, el término principal para un regimiento fue el allagion. Las unidades de la guardia imperial, incluían la Guardia varega, la oscura Paramonai y los Vardariotai.

### Allagia
Para fines del siglo XIII, el término allagia había reemplazado en gran parte al anterior tagma en coloquial y técnico (aunque no enteramente en la literatura) el uso para designar a cualquier regimiento permanente. El allagion del propio emperador, es decir, su séquito militar, parece haber sido reemplazado por las dos divisiones de cuerpos de la oscura Paramonas, uno a pie y uno a caballo. Sin embargo, estos aún fueron comandados, de acuerdo con Pseudo Codinos, por un allagatōr cada uno, mientras que el protallagatōr, probablemente era el comandante del cuerpo entero. El allagia del ejército provincial se dividía en dos grupos distintos: el allagia imperial y la gran allagia. El primero estaba en el Asia Menor bizantina, mientras que el segundo únicamente estaba en las provincias europeas del imperio. Con la caída gradual de Asia Menor ante los turcos a finales del siglo XIII y principios del XIV, la «allagia imperial» finalmente desapareció. La «gran allagia», de la cual tres son conocidos por su nombre —la de Salónica, la de Serres, y la de Bizye— son los primeros atestiguados en 1286 y continúan siendo mencionados hasta 1355. Es casi seguro que, sin embargo, datara al menos desde el reinado de Miguel VIII Paleólogo (r. 1259–1282), y tal vez incluso antes de él los emperadores láscaridas de Nicea que conquistaron esas tierras. También ellos desaparecieron cuando sus provincias se redujeron ante los serbios y los turcos otomanos.
El papel exacto, naturaleza y estructura de la megala allagia europea no está totalmente clara, ellos abarcaban las regiones alrededor de estas ciudades, conformando aproximadamente el antiguo thema de Salónica, Estrimón, y Tracia. Por lo tanto, pudieron representar un intento de centralizar el control sobre las fuerzas militares provinciales, en una época en que el control político estaba recayendo cada vez más de la capital a la periferia. Se sabe que sus fuerzas estaban compuestas por tropas fronterizas que proporcionaban guarniciones para las fortalezas, así como caballería pronoaria. Adicionalmente, pudo haber incluido pequeños grupos de terratenientes y mercenarios. Mark Bartusis comenta sobre los diversos intentos de explicar su función, «en un extremo la megala allagia era el elemento central en el ejército bizantino tardío; todos los soldados que vivían en las provincias y que tenían una obligación militar [...] fueron un megaloallagitēs», lo que significa que representaban una universal organización militar que participaba en el reclutamiento y mantenimiento de todas las fuerzas provinciales, de la que solo los guardias imperiales y el séquito personal de los gobernantes locales debían ser excluidos. En el otro extremo, la megala allagia pudo haber sido solo un aspecto del fallecido sistema militar bizantino, limitada solo a algunas provincias y de la que mercenarios extranjeros fueron probablemente excluidos.
El tamaño de la allagia al parecer fue equivalente a la antigua banda (trescientos a quinientos soldados); así la Crónica de Morea registró que Constantino Paleólogo tenía una fuerza de 18 allagia o seis mil soldados de caballería bajo su mando en Morea a principios de la década de 1260. El comandante del allagion parece haber sido el archōn tou allagiou, cuya exacta relación con el allagatōr es desconocida. El título de Tzausio también ocurrió a principios del siglo XIV en el contexto de la megala allagia de la región de Salónica. Sus funciones exactas, sin embargo, dentro de estas unidades son desconocidas.

### Unidades de guardia
A finales del siglo XIII la mayoría de las unidades de la vieja guardia imperial habían sido relegadas a funciones ceremoniales o palaciegas. El «De Officiis» (Libro de Oficiales) de Pseudo Codinos en el siglo XIV, por ejemplo, registra que los vardariotas precedían al emperador con bastones y látigos en las procesiones. Otras unidades en la lista fueron los Cortinarios, que levantaban la tienda del emperador; los arqueros armados mourtatos, los tzakones, remeros de la galera personal del emperador, los paramonas, divididos en dos allagia, uno de caballería y otra de infantería, y la guardia varega inglesa. Según Pseudo-Codinos los varegos eran responsables de proteger al emperador y a sus oficiales en los salones del palacio de Blanquerna, donde se encontraban alrededor de su trono durante las recepciones. También lo acompañaban cuando asistía a la iglesia del estado. Fuera de estas obligaciones palaciegas, sin embargo, la una vez élite varega, ya no realizaba ninguna función militar, y el grado de su decadencia es evidente por el hecho de que mientras que su comandante originalmente caminaba justo detrás del emperador en la procesión, para el siglo XIV había caído a quincuagésimo en preferencia. Otras fuentes, aparte de Pseudo Codinos, también hacen referencias ocasionales a los varegos: Cantacuceno escribió que los varegos llamados así por sus hachas estuvieron presentes en la coronación de Andrónico III en 1316, ellos son mencionados de nuevo en 1328, 1330, y en 1341, Cantacuceno estableció además una guardia palaciega de 500 hombres. Se hace referencia sobre soldados portadores de hacha de raza británica enviados por los bizantinos a Roma en fecha tan tardía como 1404, y es ciertamente posible que los hombres ingleses en armas a que se refieren en 1402 fueran igualmente varegos, lo que parece indicar que fueron utilizados en la defensa de la ciudad incluso cuando ya no servían en los ejércitos en tierra.
A mediados del siglo XIV los varegos habían declinado en importancia a un punto en que parece haberse convertido necesario contratar a otra unidad extranjera de guardia para heredar por lo menos algunas de sus funciones de guardia. Esta unidad estaba compuesta por catalanes y aragoneses, a quienes los bizantinos generalmente llamaban catelanos. Los catalanes fueron empleados por primera vez por los bizantinos a inicios de 1279, durante la campaña que precedió a la Batalla de Negroponte, y luego en 1302 Andrónico II tenía empleado un número considerable bajo la Gran Compañía Catalana de Roger de Flor, e incluso después del asesinato de Flor y el intento de disolver la compañía en 1305 un elemento bajo Jiménez de Arenós, volvió a entrar en servicio bizantino después de la abierta hostilidad entre las facciones rivales de los supervivientes en 1307. No se sabe nada sobre su posterior trayectoria, y no es hasta 1351 que los catalanes de nuevo entran en los centros de atención. En ese año los catalanes, como aliados de Venecia, se encontraban luchando en el lado de los bizantinos contra los genoveses, y en febrero del año siguiente participaron en una batalla naval en el Bósforo en el que la flota bizantina de 68-70 galeras incluía también 25 galeras aragonesas. Después de la derrota de la flota, más de 300 catalanes quedaron como mercenarios según Cantacuceno, mientras que Nicéforo Grégoras registra que Cantacuceno armó y organizó 500 catalanes como guardia personal porque no se fiaba de su propio pueblo. Su líder fue un tal Juan Peralta, quien había servido significativamente a Cantacuceno desde 1342, lo que indicaría que los catalanes seguían apareciendo en los ejércitos bizantinos en toda la primera mitad del siglo XIV. En 1352 las tropas catalanas de Cantacuceno, junto con turcos de Süleyman Paşa, tomaron parte en el auxilio de Adrianópolis, asediada por Juan V. A partir de entonces su número al parecer se redujo, Grégoras registra que el número de guardias catalanes en el palacio en 1354 eran alrededor de 100, estos guarnecían la Puerta de Oro, el Palacio de Blanquerna y otros palacios distritales. Tras defender la Puerta de Oro contra Juan V, esta efímera unidad de guardia parece haberse disuelto al final de la guerra civil en ese mismo año.
El último grupo de soldados extranjeros que realizaban funciones de guardia en el imperio parece haber sido compuesto de cretenses, que probablemente llegaron a esta posición a principios del siglo XV. Ducas escribió en 1422 cuando custodiaban la Puerta de Blanquerna, él registró que: 

Los cretenses fueron los sujetos más fieles del imperio, distinguiéndose por su fervor sagrado para proteger las santas iglesias y sus reliquias, y por la  solemnidad al emperador y el prestigio de la ciudad.

Se menciona que Pseudo Frantzés viajó a Mistra en un barco cretense en 1444, y en 1452 Venecia específicamente dio permiso al emperador para reclutar soldados y marineros cretenses (un privilegio negado a otros, incluyendo a los Caballeros de Rodas), y había tres barcos cargados de soldados cretenses en el asedio final de Constantinopla al año siguiente, ellos mostraron tanta tenacidad en la defensa de la ciudad que se ganaron el respeto de los otomanos, y según Pseudo Frantzés se les permitió salir sin ser molestados con sus armas y bienes.

### Mercenarios y aliados

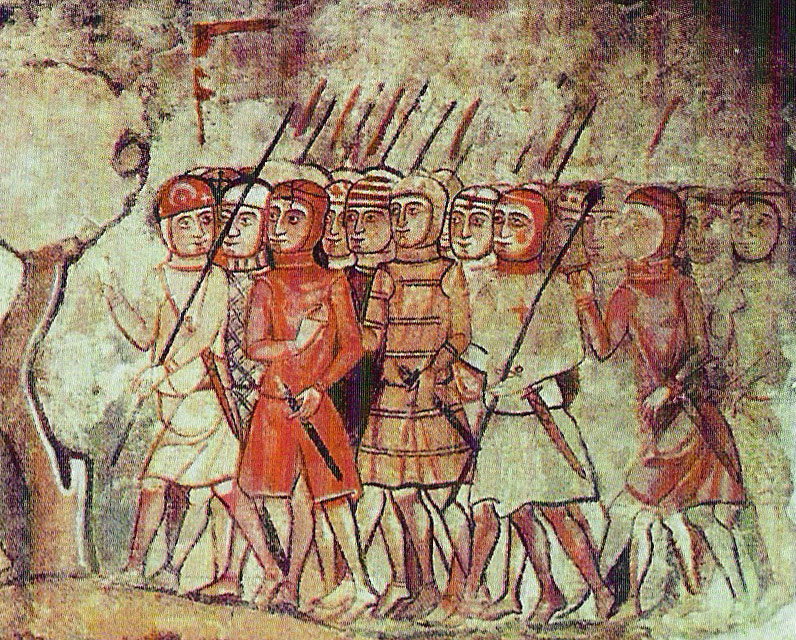
Tropas catalanas. Unos seis mil quinientos hombres, mujeres y niños fueron a luchar por el basileos en 1303.

Después que Constantinopla fuera reconquistada, el ejército de Miguel VIII continúo haciendo campaña en Grecia, asegurándose que el ejército niceno, una rama del costoso, pero efectivo ejército comneno permaneciera en juego. Para realizar todo esto necesitó la ayuda de los mongoles, quienes a cambio de su alianza le dieron un contingente de cuatro mil soldados.
Bajo el reinado de su hijo, Andrónico II, el ejército fue reducido a niveles mínimos, las tropas mercenarias se disolvieron para ahorrar dinero y para reducir los impuestos a la población descontenta. Las compañías mercenarias y las disciplinadas tropas regulares fueron sustituidas por milicias civiles pobremente equipadas. Los resultados fueron obvios, las pérdidas bizantinas en Asia Menor ocurrieron principalmente bajo Andrónico II.
En 1302 el centro de gasto militar pasó de nuevo a los mercenarios, destacándose la compañía catalana, pero después que su líder Roger de Flor fuera asesinado la compañía regresó a Tracia y Grecia, causaron la caída del Ducado de Atenas y minaron seriamente el dominio griego para que en ambos lados del Bósforo el imperio sufriera. También se recurrió, aunque sin mucho éxito, a los mongoles, quienes por el mismo tiempo le otorgaron setenta mil soldados. Aun así, los mercenarios se siguieron utilizando después del reinado de Andrónico II. Irónicamente, los sucesores de Andrónico continuaron la política de utilizar muchos combatientes extranjeros, empeorando la suerte de Bizancio en la misma forma que Andrónico había hecho al disolverlos. El uso de serbios, búlgaros, turcos de Aydin y otomanos abrieron a Bizancio a más incursiones extranjeras. El despliegue de hasta veinte mil soldados turcos del reino otomano para ayudar a su nominal aliado griego solo alivió futuras conquistas de la zona.
La disminución constante del número de soldados nativos a finales del siglo XIII y principios del XIV fue compensado por un incremento paralelo en el tamaño de los contingentes extranjeros que siempre habían sido encontrados en los ejércitos bizantinos. Jorge Paquimeres cronista contemporáneo, llegó a decir que Andrónico II prefería tropas extranjeras, afirmando que empleaba mayormente gasmulos, cretenses, alanos, turcos y turcopolos. De estos, los alanos fueron considerados los mejores jinetes que había en el Oriente, según el cronista catalán Ramón Muntaner, y que se les pagaba el doble que a las mejores tropas nativas, aproximadamente dieciséis mil de ellos (incluyendo sus esposas y familias) fueron empleados en 1301, siendo establecidos en Tracia como colonos militares, pero encontrando a sus oficiales bizantinos afeminados pronto se dispersaron en tres cuerpos separados y comenzaron a saquear amigos y enemigos por igual. Después de estar juntos en las campañas bizantinas, y luego contra la compañía catalana, no se llega a saber nada de los alanos de nuevo. Tropas turcas fueron empleadas por Bizancio, sin embargo, progresivamente incrementaron en número a mediados del siglo XIV. Andrónico III y Juan Cantacuceno tenían dos mil hombres suministrados por Umur Bey de Aydin para su campaña de Albania en 1337, y fue de nuevo Umur quien lideró seis mil turcos (en unas 200 embarcaciones pequeñas) para apoyar a Cantacuceno en 1343, y aparentemente otros cinco mil en 1345. Después de la muerte de Umur en 1348 Cantacuceno se dirigió más a los otomanos, el sultán Orhan I le había proporcionado cinco mil quinientos hombres en 1346, diez mil fueron proporcionados en 1348, supuestamente veinte mil en 1349 (para retomar Tesalónica de los serbios), y diez mil a doce mil bajo Süleyman Paşa en 1352, este último grupo derrotó a su rival Juan V Paleólogo y a sus aliados serbios y búlgaros en Didimóteicho, para lo cual en 1352 Suleiman recibió como recompensa la fortaleza de Tzympe, que había capturado cerca de Galípoli, la primera posesión otomana permanente en Europa, la propia Galípoli fue capturada por ellos al año siguiente después de un terremoto. Durante las mismas guerras civiles, la emperatriz Ana de Saboya, recibió seis mil turcos de Saruhan de Magnesia en 1346, Ducas erróneamente calcula este contingente de hasta diez mil hombres. Cantacuceno mismo sintetizó claramente uno de los principales problemas del empleo de un número tan grande de auxiliares turcos, que ya eran demasiado numerosos de controlar para los bizantinos. Ellos entraban en acción por iniciativa propia cada vez que existiera la oportunidad del botín. Más significativamente, sin embargo, los turcos habían ganado con ello un punto de apoyo en Europa.
Otros elementos extranjeros en los ejércitos bizantinos del siglo XIV incluían búlgaros (por ejemplo, mil fueron enviados por el voivoda Balik de Karvuna en 1346 para apoyar a Ana de Saboya contra Cantacuceno), serbios (Miguel IX tenía el apoyo de dos mil de caballería en 1312, Cantacuceno fue apoyado por las tropas serbias en 1342-1343, y Juan V fue proporcionado con cuatro mil de caballería por Esteban Dušan en 1352), y valacos (registrados en las fuerzas de Miguel IX en 1305-1307). En efecto, los valacos siguieron siendo empleados por los bizantinos incluso hasta el siglo XV —Ducas registra la presencia de mercenarios valacos durante el Sitio de Constantinopla en 1422, y el futuro voivoda Vlad Dracul fue incluso un oficial del ejército de Juan VIII—.
Un pequeño número de mercenarios europeos occidentales continuaron siendo empleados por los bizantinos en los siglos XIV-XV y en dos ocasiones grandes cuerpos de tropas europeas rescataron al imperio de situaciones particularmente difíciles. La primera fue una fuerza de quince barcos y probablemente mil quinientos a mil novecientos hombres bajo el conde Amadeo VI de Saboya (llamado el Conde Verde), quien socorrió a Juan V en 1366-67, cuando pasó la mayor parte de su tiempo luchando contra los búlgaros. La segunda fue una expedición francesa, la de Juan le Maingre, el mariscal Boucicault (quien después sería capturado por los ingleses en Agincourt). En 1399, durante el prolongado asedio de Bayezid I en Constantinopla, Boucicault respondió a los llamamientos bizantinos de ayuda con un ejército de mil doscientos hombres, recibiendo el título de Gran Condestable. A la partida de Manuel II a finales del año (ya que fue Boucicault quien persuadió al emperador de hacer un llamado personal de ayuda militar a todas las cortes europeas) Boucicault dejó detrás a su lugarteniente, Juan de Châteaumorand, con una pequeña cantidad de hombres, que permanecieron durante 3 años, hasta septiembre de 1402. Curiosamente, la correspondencia de Juan VII al rey Enrique IV en junio de ese año menciona que algunos soldados ingleses también estuvieron activos en la defensa de Constantinopla. Pequeñas tropas similares de europeos occidentales siguieron entrando en servicio bizantino hasta la caída del imperio en 1453.

### Armamento

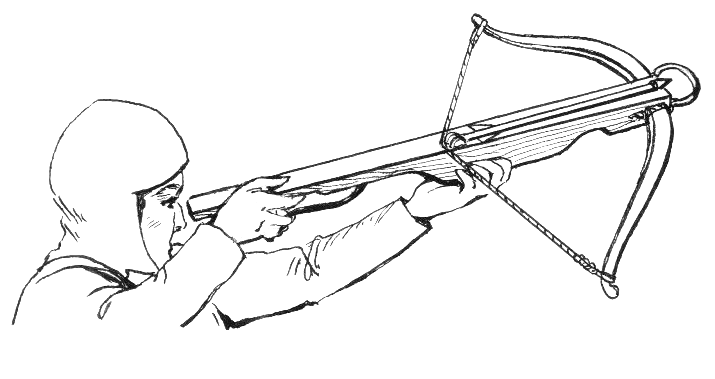
Ballestero.

Las armas en el ejército bizantino eran muy variadas, al igual que la composición de los soldados. Los escudos y las lanzas fueron como siempre el arma más común. Sin embargo, en el siglo XIII y progresando en el XIV, la ballesta se convirtió en un arma antipersonal muy importante. Esto está en consonancia con el propio pensamiento militar de Europa, que vio el aumento de la importancia de la ballesta genovesa y el arco largo gales en el siglo XIV y después en el XV. Sin embargo, como el Imperio se redujo, sus recursos y capacidad para combatir disminuyeron, cuando Constantinopla fue sitiada en 1453 sus muros fueron incapaces de soportar cualquier cañón (el retroceso de los cañones movían sus propios muros hacia abajo) y el imperio no fue capaz de contrarrestar esta pieza de tecnología. 

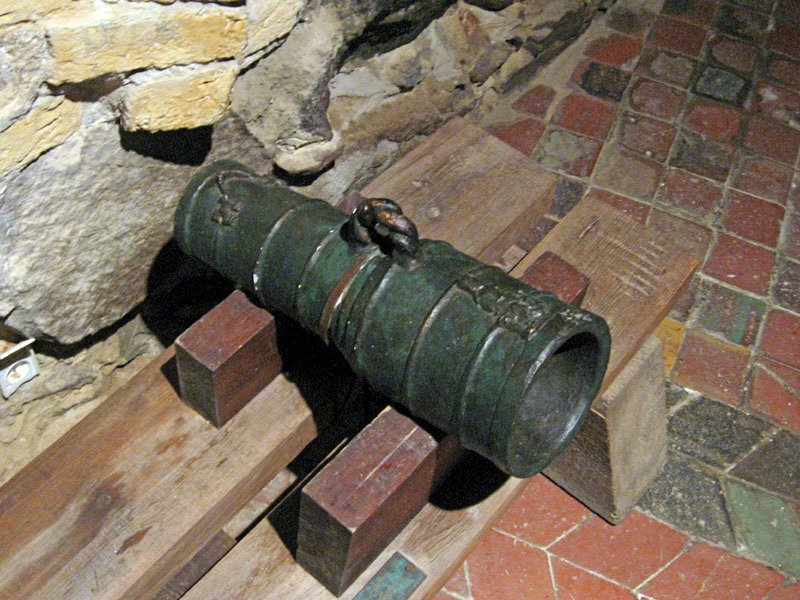
Bombarda.

### Artillería
La fecha exacta de la introducción de la artillería de pólvora en el Imperio bizantino es desconocida, pero aparentemente hay cierta evidencia de que Juan VII utilizó cañones en contra de Juan V en la fortaleza de la Puerta de Oro en 1390. Ciertamente, parece probable que las armas habían sido introducidas en el imperio a finales del siglo XIV, sin duda bajo la influencia veneciana o genovesa. La mayoría de las fuentes hacen referencia a la artillería bizantina durante el asedio final de la ciudad, aunque al parecer no fue suficiente. Leonardo de Quíos decía que las armas no podían ser utilizadas muy a menudo debido a la escasez de pólvora y balas, y tenían problemas al utilizarlos debido al daño que causaba su retroceso a las antiguas murallas. Comparado con los cañones de los sitiadores otomanos, éstas solo fueron modestas piezas de artillería.

### Fortificaciones y guerra de asedio

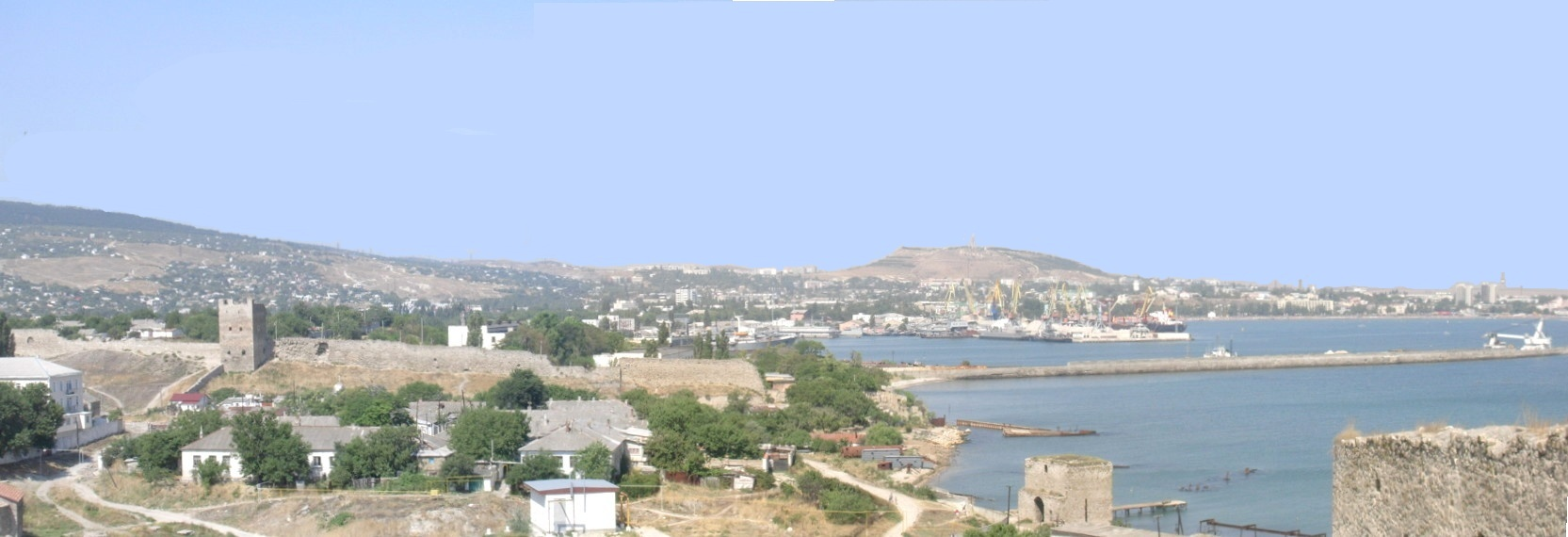
Fortificaciones en ruinas de Teodosia, en Crimea. Ocupada por Génova a mediados del siglo XIV, algunas de las fortificaciones existentes fueron modificados posteriormente.

La estrategia militar bizantina se basó principalmente en fortificar ciudades y pueblos. Los muros consistían de piedras con capas de ladrillos gruesos en medio, tal vez lo que permitía la absorción de un ataque. Después, cuando la artillería se hizo cada vez más eficaz, los muros inclinados entraban en juego. Los muros fueron aumentados por torres, uniformemente espaciadas y corría a lo largo de los muros. Las torres amuralladas fueron diseñadas para proteger la ciudad entera.
El suministro de ciudades y fuertes se convirtieron en el peor problema de Bizancio y, aunque los turcos inicialmente carecían de los conocimientos necesarios para tomar ciudades amuralladas, no podían ser derrotados en tierra, ni romper sus bloqueos. Ciudades como Nicea y Nicomedia cayeron después de un par de años o más. Aun así, este fue un largo período de tiempo, pues los cruzados en el Levante fueron capaces de resistir en impresionantes fuertes como el Krak de los Caballeros que se rindió con relativa rapidez. Peor aún fueron los fuertes cruzados en el Egeo, que a menudo se rendían ante los bizantinos y los turcos sin combatir.
El ejército bizantino recuperó un papel cada vez más ofensivo contra los cruzados a mediados y finales del siglo XIII, pero muchas fortificaciones recuperadas por los bizantinos cayeron en desuso; la falta de recursos humanos y múltiples frentes presionando relegaron estos castillos a abandonarlos. Algunos de los castillos capturados en Grecia fueron usados para controlar a las poblaciones hostiles como griegos, albaneses, valacos u otros pueblos indígenas que se opusieron a dominio de los francos y puesto que los bizantinos eran griegos y ortodoxos, la amenaza de que los Cruzadas tuvieron que lidiar con existían en menor escala por los bizantinos, dándoles otra razón para no repararlas. Las fortificaciones de Constantinopla seguían siendo formidables, sin embargo, su reparación fue posible después de 1370 debido a la naturaleza destructiva de una guerra civil en curso. En el momento que los bizantinos emergieron de ella, se vieron obligados a reconocer la soberanía del sultán otomano, que amenazó con emprender acciones militares si hacían las reparaciones de las milenarias murallas de Constantinopla. Superados en gran medida, los muros de la capital dieron a los defensores en 1453 solo 6 semanas de defensa.

## Estrategia y tácticas
La principal estrategia del Imperio bizantino fue de hacer un uso máximo de un ejército que a menudo era superado en número. La llave tras este enfoque fue el uso de las fortificaciones fronterizas que obstruían las fuerzas invasoras dándole tiempo suficiente para que el principal ejército imperial marchara en su ayuda. Un ejemplo de esto ocurrió en mayo de 1281 cuando Miguel Tarcaniotes fue enviado por Miguel VIII para ayudar a la ciudad fortificada de Berat, y tuvo éxito al derrotar a Carlos de Anjou de la Casa de Anjou-Sicilia. Sin embargo, esta estrategia no estaba en contacto con la situación militar del día —fortalezas y castillos se hicieron cada vez menos útiles para la defensa y más aún como una residencia—. En particular, fueron los fuertes cruzados los mayores oponentes de los bizantinos en el oeste. Estos fuertes jugaron un papel muy pequeño para ayudar a los cruzados a aferrarse a sus territorios y la batalla se decidía a menudo en un campo abierto, el castillo de Tebas fue tomada dos veces, primero por los cruzados y luego por los catalanes en 20 años sin ningún asedio. Lo que puede haber contribuido al descenso de los castillos en la guerra era el hecho de que los cruzados en Grecia fueron desesperadamente escasos en recursos humanos y, por lo tanto, la destrucción de su ejército en batalla dejaba sus castillos indefensos —como se vio en Constantinopla en 1261, donde solo quedaba una ínfima fuerza para defender la capital del Imperio Latino debido a que carecía de los recursos humanos necesarios—.
Reconocimiento y emboscadas enemigas se mantenía como la columna favorita en la táctica bizantina. En la batalla de Pelekanon, los otomanos fueron espiados con éxito por las opositoras fuerzas bizantinas. La prudencia siguió siendo una virtud admirable (como puede ser visto por consejo de Juan Cantacuceno al retirarse de Pelekanon).
Más graves deficiencias en la estrategia bizantina se produjo en Asia Menor, en particular contra los turcos otomanos, que atacaban las tierras bizantinas y luego se retiraban antes de que cualquier resistencia seria pudiera contrarrestarla. La población local soportó una pesada carga proporcionando oficiales con alimentos y materiales bélicos, pero esas cargas eran difíciles de tomar con los estragos de la guerra que habían traído a sus hogares los otomanos y sus seguidores Ghazi. En Magnesia, Nicomedia y Pelekanon los bizantinos sufrieron graves derrotas a manos de los turcos, ya que había pocas tropas de sobra, el Imperio se presentaba a un paso más cerca del peligro con cada derrota.
Después de que el ejército imperial fue derrotado en Asia Menor, Andrónico III vio Anatolia como una causa perdida y comenzó la reorganización de la flota bizantina; como resultado, el Egeo mantuvo una defensa eficaz contra las incursiones turcas hasta que Galípoli fue finalmente capturada por los turcos en 1354. A partir de entonces, el ejército bizantino enzarzado en una guerra a pequeña escala contra débiles oponentes cruzados, mezclado en la diplomacia y subterfugio, a menudo, la explotación de los conflictos civiles entre sus oponentes otomanos. En el Peloponeso, el territorio siguió siendo reconquistado por los bizantinos contra los débiles cruzados hasta mediados del siglo XV, cuando el enclave bizantino en Morea fue finalmente conquistada por los otomanos.

## Armada

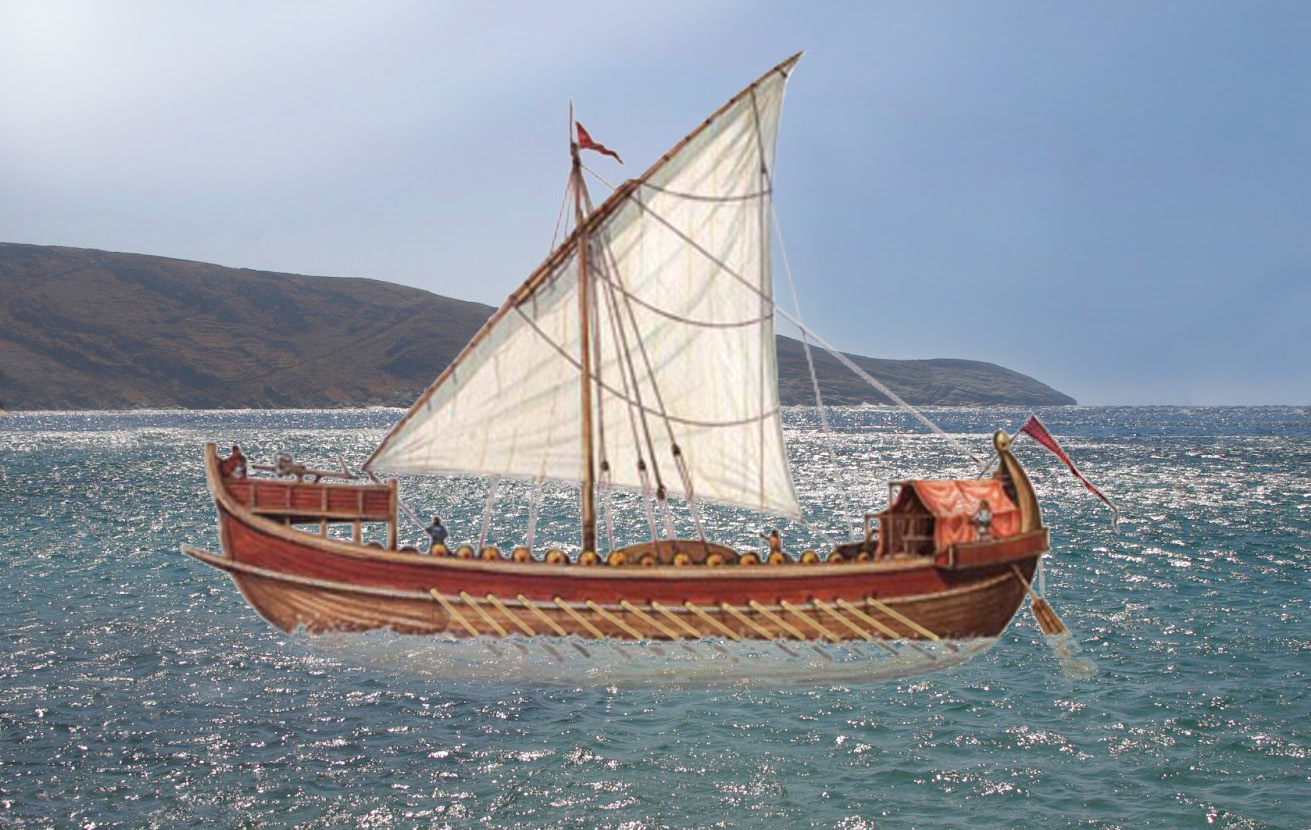
Representación de un Dromón bizantino.

La armada bizantina había sido desde sus orígenes la más poderosa y hegemónica del Mediterráneo oriental extendiéndose hasta la época del período Comneno. Sin embargo, el descuido bajo los Ángelos redujo gravemente las capacidades de Bizancio en el mar. Miguel VIII revirtió la situación y comenzó a aumentar el tamaño de la marina aproximadamente de 80 barcos. Los esfuerzos de Miguel dieron sus pequeños frutos, sin embargo, como lo testimonia el hecho de que 32 barcos venecianos derrotaron a una flota bizantino-genovesa de 48 barcos. Peor aún fue el hecho de que Miguel VIII se convirtió cada vez más dependiente del apoyo naval genovés, después de haber contratado 50-60 galeras en 1261. La marina aún colapso más con Andrónico II, como parte de su desmilitarización del imperio, disolviendo la marina. Las consecuencias no solo significa el fin de una defensa naval bizantina, sino que también significó una mayor dependencia de los poco fiables genoveses y los venecianos (que constantemente quemaban entre sí su propiedad en la capital, dañando de este modo la ciudad) y dejando a miles de marineros calificados ser acogidos por los turcos, que los contrataban para construir su propia flota. En 1291, Andrónico II había contratado 50-60 buques de la República de Génova. Después, en 1320, se dio cuenta de la necesidad de disponer de una flota naval propia, impulsando la construcción de 20 galeras, pero este intento fracasó.
La destrucción de la flota por Andrónico II fue remediada en parte por Andrónico III, su nieto, que revivió la flota y para 1332 tenía una flota de 10 barcos. En 1329, la isla de Quíos fue tomada por los bizantinos después que los isleños se rebelaran contra los genoveses. Sin embargo, la armada fue mantenida como uno de los muchos en el mar Egeo, que también era patrullada por venecianos, cruzados, turcos y genoveses, que igualaron la pérdida de Quíos contra los griegos con la captura de Lesbos. Desde la muerte de Andrónico III, las guerras civiles del Imperio dieron a los venecianos y genoveses pleno dominio de la guerra en el mar, mientras que la falta de un gobierno central y los recursos empeoraron aún más la marina. En 1453, la flota imperial consistía de 10 barcos. En el concluyente sitio de Constantinopla, la marina contaba con escasos 26 buques, de los cuales 16 eran extranjeros, más otros tres que llegaron desde Roma.

## Cronología
- 1259 - Un ejército bizantino de aproximadamente seis mil hombres participa en la Batalla de Pelagonia donde el imperio consiguió una victoria sobre los francos.[3]
- 1261 - Alejo Estrategópulo lidera una fuerza de ochocientos hombres que tiene éxito en retomar Constantinopla, sin ningún asedio.[53]
- 1263 - Un ejército de quince mil hombres fue enviado a conquistar el Principado de Acaya, pero fue derrotado cerca de Andravida.[50] Después, seis mil tropas montadas se quedaron a vigilar el Peloponeso.[1]
- 1250-1280 Miguel Paleólogo realiza campañas contra los latinos, serbios y búlgaros, conquista Macedonia, el norte de Grecia, y las tierras búlgaras en Tracia.
- 1279 - Iván Asen III obtiene un ejército bizantino de diez mil hombres por Miguel VIII con el fin de reclamar el trono búlgaro. Tuvo éxito en la captura de Tarnovo y derrocar a Ivailo.
- 1303 - En respuesta a las numerosas incursiones turcas, la compañía catalana de seis mil quinientos hombres ofrece sus servicios al emperador bizantino.[54]
- 1310-1340 A pesar de la ayuda de la Horda de Oro, el Ilkanato y el Beylicato de Aydın-oğhlu, las últimas ciudades bizantinas en Asia se pierden.
- 1321–1328 Guerra civil entre Andrónico II y su nieto Andrónico III, llevando a la deposición del primero.
- 1329 - Andrónico III y Juan VI conducen a un ejército de cuatro mil hombres contra los turcos otomanos, pero son derrotados en la Batalla de Pelecano.[55]
- 1330-1340 Andrónico III conquista Epiro, la última de las conquistas importantes de Bizancio.
- 1334 - Fortalezas importantes en el norte de Macedonia caen ante los serbios bajo el rebelde Sirgiano Paleólogo.
- 1341-1347 Guerra civil entre Juan VI Cantacuceno y la regencia por Juan V Paleólogo. Macedonia y Albania se pierden con Esteban Dušan.
- 1354 - Galípoli está ocupada por los otomanos después de un terremoto.
- 1354 - 1390 El Imperio bizantino pierde toda Tracia ante el avance de las tropas otomanas.
- 1422 - Las Murallas de Constantinopla resisten un asedio otomano a gran escala.
- 1430 - Tesalónica es saqueada por los otomanos a pesar de estar bajo control veneciano.
- c. 1450 - Constantino XI derrota a los cruzados en Morea, de manera temporal expande el dominio bizantino. Los otomanos en respuesta, lanzan su propia ofensiva, anulando las ganancias.
- 1453 - Constantino XI, último basileo y comandante del Imperio bizantino, defiende Constantinopla con ocho mil hombres, es muerto en batalla.